# Hamadryas velutina
Hamadryas velutina là một loài bướm thuộc họ Nymphalidae. Nó được tìm thấy ở the Amazon Basin.
Sải cánh dài ca. 36 mm.